# Andrés Freire Conde
Andrés Freire Conde nacido el 22 de noviembre de 1927 en Ferrol, (España) y fallecido en Coruña el 17 de abril de 2020, fue Teniente General de Artillería, diplomado en Estado Mayor y licenciado en Derecho. Ocupó el cargo de  Capitán General de Valencia. Es conocido como pintor y acuarelista.

## Reseña biográfica
Andrés Freire Conde nació en Ferrol en 1927, hijo de Joaquín Freire de Arana, oficial de la armada y María del Carmen Conde Pumpido, hija del Notario de Ferrol Cándido Conde Fernández. Ingresó en la Academia de Artillería y desarrolló una importante carrera militar. Pero su dedicación vocacional fue la pintura, a la que se dedicó toda su vida, especialmente en su última etapa militar, como Capitán General de Levante, recibiendo numerosos y relevantes premios. Falleció en La Coruña, el 17 de abril de 2020.

### Nacimiento e infancia
Nació en la Base Naval de A Graña, en la ciudad de Ferrol, provincia de La Coruña, e inició sus estudios en el colegio de los Padres Mercedarios en Ferrol, continuando en el de Huérfanos de la Armada en Madrid.

### Carrera militar
Ingresó en la Academia General Militar en 1946, incorporándose al Arma de Artillería. Su primer destino de Teniente fue en el Regimiento de Artillería número 28 de Santiago de Compostela, en el cuartel que actualmente es el Parlamento de Galicia. Estudió Derecho en la Universidad de Santiago, licenciándose en 1958. En 1961 aprobó las oposiciones a Estado Mayor, diplomándose como oficial de E.M. en 1965.

### Siguiente etapa
En su condición de militar desempeñó los siguientes mandos:
Jefe de EM de la segunda jefatura de Tropas de Galicia, (1966). Jefe de EM de la Brigada de Artillería del Estrecho, (1971). Jefe de EM de la Brigada DOT VIII de Vigo, (1973). Jefe del Parque y Talleres de Artillería en La Coruña, (1978). Jefe del Regimiento de Artillería de Costa de Ferrol, (1982). 
En 1984 asciende a General de Brigada y ocupa el cargo de General jefe de la V División Estado Mayor del Ejército. 1986: General de División, Jefe de la División de Montaña Urgel IV y Gobernador Militar de Lérida.
1988: Teniente General, Capitán General de Levante, hasta el 22 de noviembre de 1991 que cesa en el cargo al cumplir la edad reglamentaria.

## Vida personal
En 1958 contrae matrimonio con Esclavitud García Cidón. Son padres de seis hijos.

### Pintor
Es un destacado pintor y acuarelista, realizando sus obras siempre al natural. Durante su carrera militar hizo numerosas exposiciones: 1959: Ronda (Málaga).1971: Hostal de los Reyes Católicos (Santiago de Compostela). 1972: Marbella. 1976: Vigo. 1978: Betanzos. 1978: La Coruña. 1984: Ferrol. 1992: Valencia. 2003: La Coruña. 2005: Caldas de Reis.
Filgueira Valverde, en su crítica a la exposición de Andrés Freire sobre "Compostela Monumental" escribió que su obra es "la obra de un artista que hace vibrar, sonreír, conversar esas viejas piedras que esperan siempre la mano que les dé nueva vida", añadiendo que  "Nunca han sido un obstáculo para sus actividades artísticas, su vocación castrense o el fajín azul del Estado Mayor ni los entorchados de Capitán General. Al contrario, constituyeron un verdadero estímulo, aprovechando sus múltiples viajes para captar los bellos rincones de nuestra geografía".
En mayo de 2019 la Casa del Cabildo, de Santiago de Compostela,  acogió una reposición de la exposición “Compostela Monumental”, reuniendo dibujos de la ciudad histórica de Santiago realizados por Andrés Freire Conde, que a sus 91 años seguía manteniendo su pasión por la pintura. En la inauguración de esta exposición manifestó: "Estos dibujos son pura nostalgia y fruto del deseo de hacer míos, de una vez y para siempre, aquellas calles, plazas y rincones monumentales en los que fui feliz y donde nació y viví el amor de mi vida. Compostela es así, como la veis aquí y así es como la viví y llevo en el fondo de mi alma: como una pura e indescriptible vibración".
En su exposición sobre la Pontevedra monumental (Casa de Galicia de Madrid, 2009) Andrés Freire detalla los lugares más emblemáticos de la ciudad, especialmente del casco antiguo, plasmando fachadas de iglesias, plazas, calles y rincones, como las parroquias de Santa María o de San Francisco y las plazas de A Ferrería, del Teucro o A Verdura.
Andrés Freire empezó dibujando a plumilla, hasta que se pasó al rotulador, concretamente al flomaster; yendo de un lado al otro del lienzo, aprovechando las distintas intensidades de tinta que en cada momento ofrecía el rotulador.

#### Publicaciones
- Compostela monumental : Recoge los dibujos de la exposición celebrada en la Casa de Galicia (Madrid), del 28 junio al 16 de julio de 1993.

Editorial: Casa de Galicia, Madrid, 1993.
- Pontevedra monumental :  Recoge los dibujos de la exposición celebrada en la Casa de Galicia (Madrid), del 4 al 29 de mayo de 2009.

Editorial: Casa de Galicia, Madrid [2009]

#### Música y pintura
Las obras realizadas en el Claustro de la Capitanía General de Valencia inspiraron una sinfonía titulada 'En el Claustro Gótico de Santo Domingo', que se estrenó en el propio Palacio de Capitanía; y los cinco dibujos de la Plaza del Carmen de Valencia originaron otra sinfonía titulada 'En el Barrio del Carmen. Imágenes sonoras sobre cinco dibujos de Andrés Freire', que se estrenó en mayo de 1992 en París, con motivo de la Semana de Valencia. El autor de ambas sinfonías fue el profesor Bernardo Adam Ferrero.

## Premios y reconocimientos
1971: Cuarto premio en la 1ª Trienal Nacional de Bellas Artes, “Maestro Mateo” en Santiago de Compostela.
1972: Segundo premio en Salón de Pintura de Cádiz.
1972: Primer premio de Honor en V Certamen de Artes Plásticas de Ceuta.
1973: Tercer premio en el Salón Militar de Cultura.
1973: Medalla de Plata en el VI Certamen de Ceuta.
1974: Segundo premio de Pintura Tema Militar.
1975: Primer premio “Cádiz 1975”.
1976: Primer premio “Cádiz 1976”.
1991: Medalla de la Real Academia de Bellas Artes de San Carlos de Valencia.
1998: Nombrado Académico de Honor de la Muy Ilustre Academia Mundial de las Ciencias, Tecnología, Educación y Humanidades de Valencia.